# Kindersley (Saskatchewan)
Kindersley – miasto w zachodniej części prowincji Saskatchewan w Kanadzie.
- Powierzchnia: 12.55 km²
- Ludność: 4 412 (2001)